# Johnny Hollow (альбом)
«Johnny Hollow» — дебютный студийный альбом группы Johnny Hollow.

## Информация об альбоме
В марте 2003 группа представила свой первый полноценный альбом. В течение месяца после выпуска альбома группа была приглашена презентовать первый сингл, «Bag of Snow» в компании таких артистов как Мартин Гор из Depeche Mode, Лиза Джеррард "Dead Can Dance", Робин Гатри "Cocteau Twins" и многих других которые оказали сильное влияние на группу.

## Список композиций
Слова и музыка всех песен — Джанин Уайт, Китти Томпсон и Винсент Маркоун.
| №   | Название           | Длительность |
| --- | ------------------ | ------------ |
| 1.  | «Bag of Snow»      | 3:16         |
| 2.  | «Halfway to God»   | 3:00         |
| 3.  | «Interlude 1»      | 0:21         |
| 4.  | «Rasputin»         | 3:42         |
| 5.  | «Interlude 2»      | 0:29         |
| 6.  | «Motherless Child» | 1:56         |
| 7.  | «Gone»             | 3:08         |
| 8.  | «Interlude 3»      | 0:36         |
| 9.  | «Stolen»           | 2:46         |
| 10. | «Interlude 4»      | 0:53         |
| 11. | «Mary»             | 4:33         |
| 12. | «Dark Thing»       | 4:15         |
| 13. | «Interlude 5»      | 0:12         |
| 14. | «Shock Me Peter»   | 4:30         |
| 15. | «Skeleton Song»    | 7:08         |
| 16. | «Tremor»           | 4:11         |

## Участники записи
- Китти Томпсон — виолончель, клавишные инструменты, бэк-вокал.
- Винсент Маркоун — вокал, дизайн.
- Джанин Уайт — вокал, клавишные, гитара.